# Variable
Variable är en udde i Antarktis. Den ligger i Östantarktis. Storbritannien gör anspråk på området.
Terrängen inåt land är mycket platt. Trakten är obefolkad. Det finns inga samhällen i närheten.